# رودولف أرندت
رودولف جوتفريد أرندت (بالألمانية: Rudolf Arndt)‏ (من مواليد 31 مارس 1835 - وتُوفي في 29 يناير 1900) هو طبيب نفسي ألماني من بيالكن ، مقاطعة مارينفيردر.
درس أرندت في غرايفسفالت وهاله (سكسونيا-أنهالت). كطالب ، درس أرندت تحت إشراف فيلكس نيماير وهاينريش أدولف من بارديليبن وهاينريش فيليب أوغست داميرو.
حصل أرندت على درجة الماجستير في الطب في 20 فبراير 1860، وافتتح عيادته الخاصة عام 1861. شارك أرندت أيضًا في حرب شلسفيغ الثانية (1864)، والحرب النمساوية البروسية (1866) والحرب الفرنسية البروسية (1870-1871).
حصل أردنت على الدكتوراه في الطب النفسي والتأهيلي في عام 1867 ، ثم عمل مديرًا لمصحة Irren-Heil- und Pflege-Anstalt للأمراض العقلية في غرايفسفالت، ثم أصبح أرندت أستاذًا مشاركًا في الطب النفسي في جرايفسفالد في عام 1873.
تُوفي أرندت جِراء تعرضه لذبحة صدرية.
يشتهر أرندت اليوم بـ «قانون أرنت-شولتز» ، وهو مبدأ في علم الأدوية للمعالجة المثلية والذي تم تسميته بالاشتراك مع الكيميائي الألماني هوغو شولز (1853-1932). كما يُتذكر أرندت لتحقيقاته في مرض وهن الأعصاب.

## الجوائز والأوسمة
- وسام التاج، الدرجة الرابعة بالسيوف (بروسيا، 1866)
- الصليب الحديدي عام 1870، الدرجة الثانية في فرقة البيضاء السوداء (بروسيا، 1871)
- صليب فارس ، الدرجة الأولى من وسام أسد بادن

## كتابات مختارة
- السكتة الدماغية،، 1878.
- الوهن العصبي، طبيعته ومعناه وعلاجه.
- مسار الذهان، 1887.
- ما هو المرض العقلي؟، 1897[7]